# Anolis parvicirculatus
Espèce
Synonymes
- Norops parvicirculatus (Álvarez del Toro & Smith, 1956)

Statut de conservation UICN

 LC  : Préoccupation mineure
Anolis parvicirculatus est une espèce de sauriens de la famille des Dactyloidae.

## Répartition
Cette espèce est endémique du Chiapas au Mexique.

## Publication originale
- Álvarez del Toro & Smith, 1956 : Notulae herpetologicae Chiapasiae. I. Herpetologica, vol. 12, p. 3-17.